# Jaydin Eierman
Jaydin Selsor Eierman (ur. 2 maja 1996) – amerykański zapaśnik walczący w stylu wolnym. Brązowy medalista igrzysk panamerykańskich w 2019 roku.
Zawodnik Tolton High School z Columbia, University of Missouri i University of Iowa. Cztery razy All-American w NCAA Division I (2017-2021). Drugi w 2021; trzeci w 2019; czwarty w 2018; piąty w 2017 roku.